# Kangin
Kangin (강인?, 强仁?, Gang-inLR, KanginMR), pseudonimo di Kim Young-woon (김영운?, 金永雲?, Gim Yeong-unLR, Kim Yŏng'unMR; Seul, 17 gennaio 1985), è un cantante e attore sudcoreano, ex-membro della boy band Super Junior.

## Biografia
Kangin nasce a Seul, in Corea del Sud, il 17 gennaio 1985.

### Super Junior
Kangin debuttò ufficialmente nel gruppo dei Super Junior il 6 novembre 2005 esibendosi con il singolo "Twins (Knock Out)", tratto dal primo album SuperJunior05 (TWINS), uscito un mese dopo. Con il trascorrere degli anni, i Super Junior divennero una delle più importanti band sudcoreane, sempre in testa alle classifiche di vendita.
Nel 2017 è stato coinvolto in uno scandalo per il quale avrebbe aggredito mentre era ubriaco una ragazza in un locale. Non c'è stata alcuna accusa formale in quanto non è stata porta alcuna denuncia, ma questo episodio ha causato forti ripercussioni sulla reputazione del cantante. A questo scandalo erano preceduti altri episodi di aggressione o di guida in stato di ebbrezza. Kangin mette in pausa la sua carriera proprio in quell'anno.
L'11 luglio 2019 Kangin lascia i Super Junior imputando la causa dell'abbandono al fatto di aver incluso gli altri membri del gruppo in una tempesta mediatica dovuta ai suoi scandali. Nonostante l'abbandono del gruppo, il suo contratto con la SM Entertainment non è stato sciolto, quindi continuerà le sue attività da solista.

## Discografia
Per le opere con le Super Junior, si veda Discografia dei Super Junior.

## Filmografia

### Drama televisivi
- The Secret Lovers (비밀남녀) - serie TV (2005)
- Nonseutob 6 (논스톱6) - serie TV (2005)
- Billie Jean, Look at Me (빌리진 날 봐요) - serie TV, episodio 26 (2006)
- Here He Comes  (그분이 오신다) - serie TV (2008)
- Romance Zero (하자전담반 제로) - serie TV (2009)
- What Happened to Mirae? (미래에게 생긴 일) - serie TV (2019)
- Bells Ring (링셩) - serie TV

### Film
- Kkonminam yeonswae tereosageon (꽃미남 연쇄 테러사건), regia Lee Kwon (2007)
- Hello Schoolgirl (순정만화), Ryu Jang-Ha (2008)
- Super Show 3 3D, regia di Ki Min-soo e Kim Hyeok-II - documentario (2011)
- I AM. (아이엠) - (2012)
- The Cat Funeral (고양이 장례식), regia Jong-Hoon Lee (2015)
- SMTOWN: The Stage - (2015)

### Televisione
- X-Man (X맨) - programma televisivo, episodi 110-111, 166-167, 175 (2005, 2007)
- Mystery 6 (미스터리 추적6) - programma televisivo (2006)
- Super Junior Full House (슈퍼주니어의 풀하우스) - programma televisivo (2006)
- Super Adonis Camp (미소년 합숙 대소동) - programma televisivo (2006)
- Happiness in ￦10,000 (행복주식회사 - 만원의 행복) - programma televisivo, episodi 137-138 (2006)
- Super Junior Mini-Drama (대결! 슈퍼주니어의 자작극) - programma televisivo (2006)
- Star King (스타킹) - programma televisivo, episodi 2, 6, 8, 10, 14-15, 19-21, 85-87, 89-92, 94-97, 109, 115-117, 123, 127-129 (2007)
- Radio Star (황금어장 라디오스타) - programma televisivo, episodi 25, 397, 476 (2007, 2014, 2016)
- Show! Eum-ak jungsim (쇼! 음악중심) - programma televisivo, episodi 81-97, 423-424 (2007)
- Happy Together 3 (해피투게더) - programma televisivo, episodi 21, 55 (2007, 2008)
- Explorers of the Human Body (인체탐험대) - programma televisivo, episodi 1-5, 7-13 (2007)
- Idol Show 1 (아이돌 군단의 떴다! 그녀 시즌1) - programma televisivo (2008)
- Shinee's Yunhanam (샤이니의 연하남) - programma televisivo, episodio 6 (2008)
- Factory Girl (소녀시대의 팩토리 걸) - programma televisivo, episodio 1 (2008)
- We Got Married 1 (우리 결혼했어요) - reality show, episodi 39-41, 43-55 (2008-2009)
- Girls' Generation Goes to School (소녀 학교에 가다) - programma televisivo, episodi 2, 8 (2009)
- Intimate Note 2 (절친 노트2) - programma televisivo, episodi 24-25 (2009)
- Saturday Night Live Korea 2 (새터데이 나이트 라이브 코리아 2) - programma televisivo, episodio 8 (2012)
- Show Champion (쇼 챔피언) - programma televisivo, episodi 20-22, 90-128 (2014)
- Real Men 1 (리얼입대 프로젝트 진짜 사나이 시즌1) - programma televisivo, episodio 43 (2014)
- The Return of Superman (슈퍼맨이 돌아왔다) - programma televisivo, episodio 19 (2014)
- Law of the Jungle in Brazil (김병만의 정글의 법칙 in 브라질) - programma televisivo, episodi 112-116 (2014)
- A Song For You 3 - programma televisivo, episodi 1-7, 9-20, 23-24 (2014-2015)
- Music Bank (뮤직뱅크) - programma televisivo, episodio 754 (2014)
- Hello Counselor 1 (안녕하세요 시즌1) - programma televisivo, episodio 190 (2014)
- Bijeongsanghoedam (비정상회담) - programma televisivo, episodio 23 (2014)
- 2015 Idol Star Athletics Championships New Year Special (2015 아이돌스타 육상 농구 풋살 양궁 선수권대회) - programma televisivo (2015)
- We Are in Love 1 (我们相爱吧) - programma televisivo, episodio 1 (2015)
- Real Man 2 (리얼입대 프로젝트 진짜 사나이 시즌2) - programma televisivo, episodi 96-100 (2015)
- Let's Go! Dream Team Season 2 (출발 드림팀 - 시즌 2) - programma televisivo, episodi 188, 303 (2015)
- Ch. Girl's Generation (채널 소녀시대) - programma televisivo, episodi 1-2 (2015)
- M Countdown (엠카운트다운) - programma televisivo, episodi 435, 439, 453 (2015)
- A Song For You 4 - programma televisivo (2015)
- 2015 Idol Star Athletics Ssireum Basketball Futsal Archery Championships (2015 아이돌스타 육상 씨름 농구 풋살 양궁 선수권대회) - programma televisivo, episodio 2 (2015)
- The dream team to China and South Korea (中韩梦之队) - programma televisivo, episodi 4, 7 (2015)
- We Got Married - Season 4 (우리 결혼했어요 - 시즌 4) - programma televisivo episodi 292-293 (2015)
- Topp Dogg Project (탑독프로젝트) - programma televisivo, episodio 3 (2015)
- A Man Who Feeds the Dog 1 (개밥 주는 남자) - programma televisivo (2015)
- The Boss is Watching (사장님이 보고있다) - programma televisivo (2016)
- Bongmyeon ga-wang (미스터리 음악쇼 복면가왕) - programma televisivo, episodio 45 (2016)
- Celebrity Bromance (꽃미남 브로맨스) - programma televisivo, episodio 12 (2016)
- Law of the Jungle in Papua New Guinea (정글의 법칙 in 파푸아뉴기니) - programma televisivo (2016)